# Тријанонски споразум
Тријанонски споразум је закључен 4. јуна 1920. године у палати Велики Тријанон у Версају (Француска), између земаља Антанте и Мађарске. Споразум је регулисао статус нове независне мађарске државе и дефинисао њене границе према суседима. Ово је један од мировних уговора којима је завршен Први светски рат, а који су на Париској конференцији мира (од 18. јануара 1919. до 28. јуна 1919. у Паризу) закључени са сваком побеђеном државом посебно. То је оставило Мађарску као земљу без излаза на море која је покривала 93.073 km2 (35.936 sq mi), само 28% од 325.411 km2 (125.642 sq mi) који су чинили предратну Мађарску Краљевину (мађарску половину Аустроугарске монархије). Њено становништво је износило 7,6 милиона, само 36% предратног становништва од 20,9 милиона. Подручја која су додељена суседним земљама (и свако од њих засебно) имала су већинско немађарско становништво, али је 31% Мађара (3,3 милиона) остало је изван Мађарске након Тријанона. Пет од десет највећих градова предратног краљевства припало је другим земљама. Споразум је ограничио мађарску војску на 35.000 официра и људи, а Аустроугарска морнарица је престала да постоји.

## Распад Аустроугарске
Од 1867. до 1918. године, Аустроугарска Монархија је била подељена на аустријски и угарски део, а овај други је носио назив Краљевина Угарска. Са изузетком аутономне Хрватске-Славоније, Угарска је била централистички уређена, што се косило са вишенационалним карактером овог подручја, а политичке и националне тежње немађарских народа у Угарској нису биле уважаване.
Аустроугарска Монархија је крајем 1918. године доживела војни пораз и распала се. Овај распад је омогућио словенским народима Монархије, као и Румунима, да остваре своје тежње ка државности или уједињењу са осталим припадницима сопственог народа. Тада су створене Краљевина Срба Хрвата и Словенаца (Југославија) и Чехословачка, док су се трансилвански Румуни прикључили проширеној Румунији. И сами Мађари су желели да одбаце стари државни систем прогласивши најпре Мађарску Демократску Републику, а потом и Мађарску Совјетску Републику. Од земаља којима је до 1918. године управљала Угарска, у састав Краљевине Срба, Хрвата и Словенаца ушле су Хрватска-Славонија (којој је до 1918. године био подређен и Срем) и Војводина (која је тада обухватала Банат, Бачку и Барању). Под фактичку управу Краљевине Срба, Хрвата и Словенаца дошли су тада и делови Бачке, Барање и Баната који су касније, према одредбама мировних уговора, припали Мађарској и Румунији.
У време распада Аустроугарске, појавили су се и политички предлози који су заговарали очување реформисане Аустроугарске односно Угарске, у којима би биле признате националне тежње свих народа са тог подручја. Тако је Микша Штробл крајем 1918. године предложио очување кантонизоване Угарске, по угледу на Швајцарску, која би била подељена на 8 мађарских, 13 етничких и 6 градских кантона. Овај предлог је изнет прекасно, јер су се у време када је предложен немађарски народи већ фактички одвојили од Угарске и нису имали жељу да се врате у њен оквир.
- Етничка карта Краљевине Мађарске из 1910. године
- Политичка подела Аустроугарске до 1918. године
- Банат, Бачка и Барања 1918. године
- Кантонизована Угарска, предлог Микше Штробла из 1918.

## Одредбе споразума
Тријанонски споразум је одредио границе независне Мађарске, које су укључивале централне делове некадашње Краљевине Угарске. Остале територије којима је некада управљала Угарска припале су Аустрији, Чехословачкој, Краљевини СХС (Југославији) и Румунији. Споразумом су оружане снаге Мађарске ограничене на 35.000 лако наоружаних војника, ради одржавања унутрашњег мира.
Границе нове независне Мађарске су углавном укључивале етничку територију Мађара; један број Мађара је остао изван ових граница, док је у самој Мађарској остао један број припадника других народа. Иако су границе углавном дефинисане према етничком принципу, од овог принципа се делимично одступило због економских и стратешких разлога. Краљевина Срба, Хрвата и Словенаца је већ 1919. године уступила део Баната са Темишваром Румунији, док је, према Тријанонском споразуму, независној Мађарској уступила део Бачке и највећи део Барање. Мађарска је, према споразуму, уступила Краљевини Срба, Хрвата и Словенаца Међумурје и Прекoмурје.
- Територија бивше Аустроугарске и нове границе након Тријанонског споразума.
- Лингвистички састав становништва Аустроугарске уочи њеног распада.

## Различита мишљења о споразуму
За немађарске народе који су до 1918. године живели под влашћу Краљевине Угарске, нове границе дефинисане Тријанонским споразумом представљале су остварење њихових националних и државних тежњи, док су многи Мађари овакве границе сматрали неправдом. При томе су и међу самим Мађарима мишљења била подељена, тако да су једни жалили што независној Мађарској нису припале неке територије настањене већинским мађарским становништвом, док су најекстремнији елементи мађарског друштва жалили што независној Мађарској није припао целокупни простор некадашње Угарске, не обазирући се на његов етнички састав.
По одредбама споразума, нова независна Мађарска је имала за две трећине мању територију од бивше Краљевине Угарске (која је била део Аустроугарске), у којој су Мађари, иако најбројнији народ, чинили мање од половине становништва. Иако је међу Мађарима мишљење о Тријанонском споразуму великим делом негативно, чињеница је да је овај споразум међународно-правно успоставио и признао Мађарску као потпуно независну државу, док је некадашња Краљевина Угарска, иако већа по територији, била подређена Хабзбуршкој Монархији све до њеног распада 1918. године.
- Прикључење Трансилваније Румунији 1918. године.
- Споменик помирења народа (Чатаља, Мађарска).

## Демографија
Према попису из 1910. године 48% становништва Краљевине Угарске је говорило мађарски језик, али у овај проценат нису укључени само етнички Мађари, већ и припадници других народа као што су Јевреји, Буњевци, итд. На територијама некадашње Угарске које, према Тријанонском споразуму, нису припале независној Мађарској, Мађари су били мање бројни у односу на друге народе.
Следећа табела приказује број говорника мађарског и других језика на подручјима којима је управљала бивша Краљевина Угарска, према попису из 1910. године (данашња територијална припадност сваке регије дата је у загради):
| Регион                   | Главни говорни језик                                                                                      | Мађарски језик                  | Остали језици                           |
| Трансилванија (Румунија) | румунски - 2.819.467 (54%)                                                                                | 1.658.045 (31,7%)               | немачки - 550.964 (10,5%)               |
| Словачка                 | словачки - 1.688.413 (57,9%)                                                                              | 881.320 (30,2%)                 | немачки - 198.405 (6,8%)                |
| Војводина (Србија)       | српскохрватски - 601.770 (39,8%) * српски - 510.754 (33,8%) * хрватски, буњевачки и шокачки - 91.016 (6%) | 425.672 (28,1%)                 | немачки - 324.017 (21,4%)               |
| Закарпатје (Украјина)    | русински - 330.010 (54,5%)                                                                                | 185.433 (30,6%)                 | немачки - 64.257 (10,6%)                |
| Хрватска                 | хрватски (већински језик)                                                                                 | 121.000 (3,5%)                  | знатан број говорника српског језика    |
| Бургенланд (Аустрија)    | немачки - 217.072 (74,4%)                                                                                 | 26.225 (9%)                     | хрватски - 43.633 (15%)                 |
| Прекмурје (Словенија)    | словеначки - 74.199 (80,4%) - (1921. године)                                                              | 14.065 (15,2%) - (1921. године) | немачки - 2.540 (2,8%) - (1921. године) |

## Политичко наслеђе
Иако су у југословенској јавности тријанонске државне границе углавном сматране повољним, након споразума се јавило незадовољство што су неки делови Бачке и Барање који су ушли у састав Краљевине Срба, Хрвата и Словенаца 1918. године морали бити уступљени независној Мађарској према одредбама Тријанонског споразума. Да би се спречило овакво решење, део становништва Барање и Бачке је 1921. године прогласио краткотрајну Барањско-бајску републику, коју су убрзо ликвидирале мађарске трупе, тако да је ово подручје укључено у састав независне Мађарске.
Желећи да ревидирају Тријанонски споразум и прошире границе Мађарске, мађарски званичници на челу са Миклошем Хортијем су уочи Другог светског рата приступили Тројном пакту и под патронатом Нацистичке Немачке прикључили Мађарској делове Чехословачке, Румуније и Југославије. Нацистичка Немачка, међутим, није подржавала максималистичке мађарске територијалне захтеве, тако да је као противтежњу овим захтевима подржавала независност Словачке и Хрватске, оставила знатан део Трансилваније Румунији, као и Банат Недићевој Србији. Након пораза Сила Осовине у Другом светском рату, Мађарска је поново сведена на тријанонске границе.
И данас у делу мађарског друштва постоје елементи који заговарају ревизију Тријанонског споразума. Пример је мађарска десничарска неофашистичка странка Јобик. Мађарска често има затегнуте односе са Румунијом због око 1.400.000 Мађара који живе на подручју Трансилваније (Ердеља), као и са Словачком због етничких Мађара који живе на југу ове државе. Односи са Србијом су нешто бољи због чињенице да Мађари у Србији имају нешто више права него у Румунији или Словачкој.
- Банат, Бачка и Барања са границама одређеним на мировној конференцији, као и Барањско-бајска република.
- Границе проширене Мађарске у Другом светском рату.